# 松輪サバ

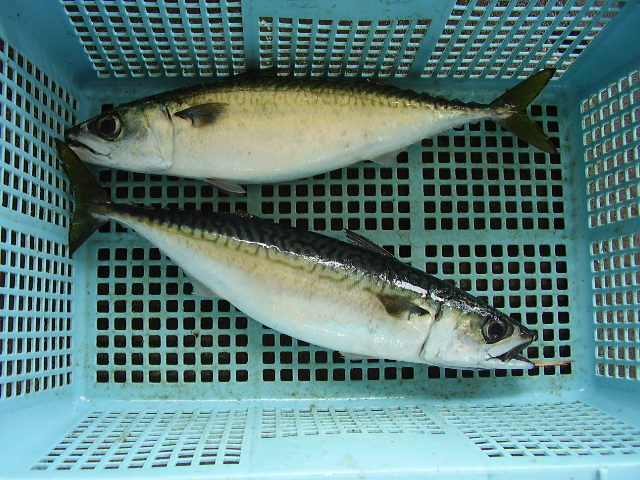
松輪サバ

松輪サバ（まつわさば）は、神奈川県三浦市松輪漁港で水揚げされるマサバのブランド名。松輪漁港で水揚げされることからその名が付く。豊後水道に育ち大分県佐賀関で水揚げされる関さばと並び称される高級サバのブランドである。
魚体は腹部が張り出して丸々としている。身はしっかりと乗った脂のため桜色に見え、普通のマサバとは一目瞭然に違う。
三浦沖で一本釣りされ、極力人の手が触れぬよう出荷直前まで生かして運ぶことで生食できるほどの鮮度が保たれる。生のサバは関東以北ではごく一部の漁村で食べられるだけだが、松輪サバはその例外ともなっている。
7月以降が脂が乗っておいしい時期とされているが、漁獲量が少なく珍重されており、市場関係者は「黄金のサバ」と呼ぶ。魚屋で販売される場合は普通のマサバの10倍近い価格となる。
2006年10月27日には特許庁により「地域ブランド」（地域団体商標）として認定された。

## 登場作品
- 『美味しんぼ』
- 『仮面ライダーカブト』